# Tipula jamaicensis
Tipula jamaicensis är en tvåvingeart som beskrevs av Alexander 1928. Tipula jamaicensis ingår i släktet Tipula och familjen storharkrankar.
Artens utbredningsområde är Jamaica. Inga underarter finns listade i Catalogue of Life.